# Si Lewen
Si Lewen (* 8. November 1918 in Lublin, Polen; † 25. Juli 2016) war ein US-amerikanischer Maler und ehemaliges Mitglied der Ritchie Boys, einer Einheit der United States Army im Zweiten Weltkrieg. In seinen Werken verarbeitete er unter anderem seine Kriegserlebnisse.

## Leben
Si Lewen wurde 1918 in eine polnisch-jüdische Familie geboren, die 1920 nach Berlin zog. Er erhielt Zeichenunterricht von Max Adron, Schüler bei Paul Klee sowie von Klaus Richter.
Nach der Machtergreifung Adolf Hitlers 1933 wanderte Lewen zusammen mit seinem älteren Bruder nach Frankreich aus, um die Ausreise der gesamten Familie nach Palästina vorzubereiten. Im Jahre 1935 erhielt die Familie unerwartet Visa für die Vereinigten Staaten. Sie erreichen New York City, wo Lewen eine Kunstschule besuchte. Er meldete sich 1942 freiwillig zur Army of the United States und wurde wegen seiner Deutschkenntnisse Mitglied der Ritchie Boys, einer Spezialeinheit, die auf psychologische Kriegsführung, Propaganda und verdeckte Informationsbeschaffung spezialisiert ist. Bei seiner Ankunft im KZ Buchenwald, von wo er sich Informationen über den Verbleib von Verwandten und Bekannten erhoffte, brach er unter dem Eindruck des Wahrgenommenen zusammen. Dies brachte ihn zu einer künstlerischen Auseinandersetzung mit dem Krieges und den Kriegsverbrechen. Nach dem Krieg avancierte Lewen in New York zu einem anerkannten Künstler.
Art Spiegelman, Comic-Autor von Maus – Die Geschichte eines Überlebenden gab 2016 das Buch Si Lewen’s Parade: An Artist’s Odyssey heraus. Es zeigt eine Serie von Zeichnungen, die Si Lewen ab 1950 unter dem Titel Parade gemalt und 1957 veröffentlicht hatte.